# 料理偶像
《料理偶像》（日語：クッキンアイドル アイ！マイ！まいん！）是NHK教育頻道在週一至週五播放的兒童向甜品點心食物燉煮烹飪料理廚師廚房節目，2009年3月30日開始播放。播放形式為每集10分鐘，並穿插真人料理實作片段。2013年，本作完結篇。

## 概要
- 接任1991年〜2006年播放的『ひとりでできるもん！』、2006年〜2009年播放的『味楽る!ミミカ』的兒童向甜品點心食物燉煮烹飪料理廚師廚房節目。與前面兩作一樣、基本上都在週一至週五播放。
- 本作結合動畫以及真人料理的部分而融合成一集播出。

## 故事大綱

### 2009年度
小舞是個立志成為偶像的小学五年級生。在歷經長久的課程訓練後終於出道、但在初次參加的歌唱節目中、因為唱錯歌詞而有一場很失敗的演出、而被禁止參加歌唱節目。於是事務所的悠莉社長推薦她參加新節目「料理偶像」的選秀會並且在會場中遇到食物妖精卡卡。食物妖精是只要人類看到就會讓那個人成為他的搭檔、要讓大家能享受料理的樂趣、而隸屬妖精NPO的精靈。而在選秀會中因為小舞的靈光一閃順利通過選秀而成為料理偶像。
隨著故事的進行，小舞遇到了會因為天才的構想而在錄節目前隨意更改料理內容的大林製作人、幫忙翻譯製作人的話卻總是一臉疲憊的小林助理、有時會來阻礙節目進行，屬於同家事務所的同事美佳、從義大利來的安琪、追求屬於同一個事務所的同事安野新的樹奈子、美佳的家族等各式各樣的人物。然後在節目中也會遇上各種危機或是小舞的爸爸快要發現食材精靈卡卡等事情。在這些事情中、都靠小舞的靈光一閃與卡卡的幫助而一一解決、並且藉著事務所的夥伴與家人的幫助下而漸漸成長。
但在過程中、妖精NPO首領突然出現、認為常常失敗的小舞不適合擔任卡卡的搭檔、於是要小舞接受測驗。而且還要求卡卡不能幫助小舞、於是讓不知情的小舞在沒有卡卡的幫助下一直失敗、因此讓卡卡決定幫助她、不過也使小舞的考試因此失敗。不過小舞成功說服首領讓她再次接受考試並且順利通過，首領也向卡卡傳達，由於他還是個半調子，所以不要忘了要與同伴小舞互相幫忙後而離去。

### 2010年度
身為小舞對手的姬小路麗雅、不但在與料理偶像的敵對的新節目廚房女王中擔任主持人，也曾與小舞在過去一起參加新人偶像競賽與新進明星嘉年華。由於廚房女王的人氣開始大增、於是讓小舞與麗雅因此進行一場料理對決。但在料理對決前、麗雅因為害怕而來到街上並且偶然遇到小舞、兩人在一起行動下縮短了彼此的距離。在料理對決中雖然2人都得到滿分，不過麗雅注意到自己認為只要把料理作得好吃就可以了，但小舞的料理卻是要看到吃的人的笑容才可以，讓注意到這樣差距的麗雅把小舞視為永遠的對手、而決定到巴黎進行料理修行。之後在聖誕節暫時回來的麗雅偶然遇到小舞、並且由小舞招待她到自己的家裡吃飯而讓她們的友情再度加深。
由於小舞的關係，讓作料理逐漸廣為人們所熱愛、於是從妖精界不斷降下了許多尋找搭檔的妖精。而小舞在進行全國旅遊時，不但在大阪遇到天王寺蘭子與妖精貝貝、在長崎遇到麗麗與妖精帕帕。就連朋友安琪也有一個妖精搭檔古古。另外還有小妖精庫庫任意跑來人間界而且還以最擅長的變身大鬧一場、然後一眼看上了優優而與他一起進行修行並且最後兩人也順利成為一對搭檔。
節目為了二周年記念、大林製作人企畫要製作料理偶像特別節目並且讓小舞與其他三組強敵對戰。實際上則是由母親之泉所出的食材妖精的畢業考。由於小舞成功通過、所以也讓卡卡必須離開小舞而讓她因此看不到妖精的存在。於是就在因為傷心而無法煮菜的小舞面前、麗雅出現了、卡卡要成為麗雅搭檔的妖精洛洛告訴小舞、卡卡最喜歡那位煮自己最喜歡的料理而可以打從心理感到快樂並且能將這樣的心情傳達給大家的小舞。於是受到麗雅的鼓勵、讓小舞決定要以料理偶像的身分繼續作料理。卡卡在得知了孩子們觀賞料理偶像後而能夠因此得到享受作菜的快樂的情況下、也想要在小舞的身邊，於是就這樣直接離開妖精界回到小舞身旁，讓他們兩人的羈絆終於超越了妖精界的規定、而可以再次在一起。也讓與領袖一起看到這件事的母親之泉也說出「這兩人還有未完成的使命呀。」。

### 2011年度
由於悠莉社長結婚而解散了三星藝人事務所、讓小舞因此移轉到新的藝人事務所，四葉。在那裡小舞遇到小雛並且突然出現在那邊的大林製作人也說出、要小舞與小雛一起主持料理偶像。雖然有總經紀人畑山的嚴厲指導以及同個事務所的前輩偶像團體「POP」的妨害，但依然沒有對小舞產生影響、而且還在過去同家事務所的夥伴們以及在事務所中遇到的管家伯伯的支持下，讓小舞決定要更加努力工作。最終也順利與她們和解。
有一天、一位在美國居於執牛耳地位的藝能製作人大衛・席克哈特多來到日本。他的目的除了要讓小舞以料理偶像之姿而活躍外、也向小舞建議展開料理偶像世界巡迴之旅，但也讓小舞因此面對是要進行巡迴之旅或是在日本工作的兩難。小舞為了「點亮世界的餐桌」的使命而一度接受了巡迴之旅的建議、但最後發現大衛的目的是想要像「馬戲團」一樣的巡迴而察覺他和自己的目不同、因此推辭了他的請求而決定繼續在日本以料理偶像身分工作。大衛也爽快地答應小舞的決定。

### 2012年度
由於「料理偶像」的工作室大幅更新而因此決定要讓小雛推出個人的節目。另外POP因為投入許多工作上、使得四葉草製作公司也因此有許多好事發生。有天小舞跑去參觀小雛的工作狀況時、卻看到小雛討厭料理的樣子。不久後，在小舞及卡卡面前出現了母親之泉、告訴他們世界各地也發生和小雛一樣的事件。更糟糕的還有愛吃的木瓜在接受雜誌的採訪時卻出現沒有食欲的情形。於是小舞與卡卡決定要阻止引起一切事變的三位妖精真兇。她們三人有著和食物妖精不同的長相分別叫作「キラキラ」「マズマズ」「メンメン」、而且還希望讓人類的小孩們討厭料理。就在小舞與卡卡盡力阻止她們的過程中、對卡卡一見鍾情的キラキラ對於小舞產生了強烈的嫉妒感、反而因此忘了原本的目的而全力妨害小舞的活動。不過最後在小舞及卡卡的全力反擊下也讓她們因此失敗。

## 登場角色・演出者

### 真人演出部分
為『料理偶像』的一部分。由在動畫中為柊舞配音的福原遙在真人演出部分飾演柊舞並且負責實際的料理。作為『料理偶像』的一部分而會隨著故事的進行而與動畫部分產生連結。但在該部分中則會有另外的歌舞表演。
柊舞
演：福原遙
在攝影棚中負責料理和歌舞表演。雖然福原是左撇子、不過還是能用右手使用菜刀等工具。
在真人演出部分的一開始會以「嗨!我要用好吃的料理，讓大家Happy Happy Happy〜♥」來打招呼。在料理前則會說出「Let's cooking!」。另外從作便當的集數之後，在重點部分會說出「重點來了。記住!記住!」。特集集數中，也會說出「小舞會加油的」「HappyHappy answer〜」。
小雛
演：辻口由奈
第154話（2011年3月31日）開始、與小舞一起演出『料理偶像』。除了與小舞一起料理以及進行歌舞表演、也會演出「小舞與小雛的首次料理」和最後的「Happy Happy Happy」。
卡卡
聲：小林晃子
以CG動畫登場、會給小舞建議並且也會負責介紹小舞的料理靈感。週五時則負責介紹前四天播出的故事內容與食物的知識。還會參加小舞的歌唱演出、雖然有被觀眾的投稿其模樣的插畫、但連D.J.鹽男與聰明隊長都沒有注意到他的存在。至於小舞則是把他介紹成是D.J鹽男所養的新寵物。
托普林
聲：古城望
特集8「小舞的大冒險特別篇! 宮城県のおいしいものでスペシャルどんぶり」!!（2010年10月11日至10月15日）中登場。是個會講話的丼飯器具。為了尋找美食而與她同行。
蟋蟀庫庫
聲：佐久間玲
特集9（2011年1月25日）中登場。在真人演出部分變身成平底鍋登場、未以妖精的身分登場。
雪克隊長
演：星野卓也／台：何志威
第77話（2010年3月30日）中登場。負責2010・2011度『料理偶像』中的真人演出部分的進行工作。擅長接龍和繞口令。喜歡的食物是拉麵。與2009年度負責進行工作的D.J鹽男不同的是會作料理、雖然不會參與小舞的歌舞表演，但會對她煮的東西進行試吃。順便一提，他也是敵對節目「廚房女王」及安野新主演的英雄節目「宇宙英雄 仙女座」的忠實影迷。

#### 過去的進行角色
D.J 鹽男
演：テル／台：林士程
負責2009年度『料理偶像』與『小舞與D.J鹽男的料理好拍檔』的進行工作。戴著墨鏡。主要都坐在『料理偶像』的DJ台上、在節目進行中會坐在台上左右移動、為小舞的點子發出驚嘆、負責報告時間的經過和介紹小舞的歌。另外也會參加小舞的歌唱表演的演出。然後也負責介紹觀眾的來信。最喜歡吃的食物是唐揚，第二個是什錦燒。也曾代替小舞作唐揚料理。而且還會幫忙作醋飯及香腸。特集中也經常親自試吃小舞作的料理。
2010年3月26日後離開節目。

## 舞台・用語
三星藝人事務所
小舞所屬的藝能事務所。是個兩層樓式的西洋館風格建物。也緊接著三星音樂学校、擁有種植甘蘭菜・紅蘿蔔・馬鈴薯等多種農作物的家庭庭院。從以前開始就是個專門生產大明星的地方並且也保管著過去這些藝人們的宣傳品。
門柱標記著「★★★藝人事務所」。在停車場的旁邊則設有事務所的創立者兼先代社長的悠莉的父親的銅像。
三星音樂学校
三星事務所經營的音樂学校。看板上標示為「★★★音樂学校」。建物有四層樓以上。以「肚子餓的話，出來的聲音就不會有精神」為由而有供餐。
四葉製作公司
小舞在2011年度加入的藝能事務所。也被稱為四葉製作。有個象徵公司名字的四葉草雕像。
電視台
播放料理節目『料理偶像』的電視台。名稱不明。外貌則是玻璃建築並且有數支衛星天線、看起來就像是永井豪作品中的要塞基地般的充滿未來風味建築。另外還有像是松本零士作品中，太空船的操作室般的衛星播放用的主控室。
擁有餐廳、而且還有一位眼光銳利的料理長（声：松本忍）。這位料理長不但是『料理偶像』的粉絲，而且也教導小舞作菜的方法。
柊家
小舞的家。是一棟有三層樓的建築、玄關在二樓，屋中不但有小舞的房間和生活空間、也有作為漫画家的母親的工作室。家族由小舞與爸媽三人組成、由於父親很少回家而大部分由小舞和媽媽一起住。由於家事都由母親負責、所以在確定得到『料理偶像』的工作前，小舞都沒有任何作菜的經驗。
三葉商店街
附近的商店街。時常拜託小舞所屬的事務所擔任他們聖誕節傳單的模特兒或是幫忙商店的工作、而事務所也會利用這條街來採買食材。作中經常出現蔬菜店、水果店、肉店的老闆。另外小舞所屬的事務所也常常參加商店街所舉辦的棒球賽與相撲比賽等其他活動。
食材妖精
以讓地球上的料理更為豐富為使命的妖精。住在雲上的「食材妖精之国」。組織一個「讓任何東西都變得美味的同盟」、簡稱妖精NPO的組織，並且從一個像是神殿的本部中，讓妖精藉由泉水降臨到人間去。一般人並無法看到妖精。但如果有能夠看到他們的人就會讓他成為自己的搭檔、而且也能因此看到其他妖精、不過當搭檔關係終止時，則會無法看到他們的存在。另外，會讓人有像是貓等動物的感決的存在。
能夠使用不可思議的力量。除了能夠做到像調整煮飯的水，找到小孩子掉了的東西等小事外、也能夠做到像是控制天氣般的大事，而可以使用在不同方面。
擁有記載人間各種知識的「人間百科全書」。裡面的內容從食譜到過去的節目情報、而有各種內容。雖然是使用妖精才能看懂的文字、不過小舞說看起來像是日文一樣。可以在小舞以外的人面前使用、但和妖精一樣，一般人無法看到。然後在更新版本後，還有能夠將人們吸進百科全書裡面的世界的功能。另外人間百科全書也能夠用來自動開啟前往妖精之國的入口、發送妖精領袖的傳達事項、及傳送信息等功能。
料理偶像
小舞第一次主演的電視節目。大林製作人曰「讓偶像作料理的節目」。雖然有劇本，但隨著製作人的心情和材料而突然改變內容。另外也有現場播出的時候
另外節目名稱也轉變成小舞的稱呼及開場白。其他也有用來作為卡卡所說的「拯救料理危機的存在」的意義。
草莓天使
「全国草莓協会」每年所選的宣傳藝人。由於從中出現過許多當紅藝人，讓小舞從以前就很憧憬成為草莓藝人、2010年度時通過選秀會、讓小舞為料理偶像及全國草莓協會進行各種宣傳活動。
POP
屬於四葉製作公司，由桃子、柳橙、木瓜三人組成的偶像團體。趁著三星事務所的解散、為了奪得料理偶像的主持棒，而出現在小舞面前。在小舞轉公司後，就不斷對她進行騷擾。三人會參與猜謎活動等藝能活動。
玻璃騎士
由小舞的媽媽・美惠子在雜誌長期連載的人氣少女漫画。描述生為魔法少女的水晶公主成長為「玻璃騎士」、並且為了要讓世界上的人得到幸福以及找到離開家門出去旅行的魔法使媽媽而四處冒險的故事。媽媽在這個作品中，還以美佳為原型而創作一位新角色。另外還將該作品改編為戲劇演出、並且有美惠子扮演魔法使媽媽的角色。
道草美佳的北風小美女
與天氣預報有關的單元、由北風小町與美佳戴著斗笠和簑衣在各地進行外景報導。不過在拍外景時卻有遇到日本海的冬浪、被從樹木掉下的積雪掩埋、跟著浮冰一起被漂走、遇到從冬眠中醒過來的熊、被溯溪而上的大量鮭魚捲走等不幸的事件。
廚房女王
由麗雅主演的料理節目。由麗雅扮成公主在豪華的室外攝影舞台中使用從國外送過來的豪華食材來作料理、並且因此引起話題而成為人氣節目。雖然節目的料理都是靠麗雅的演技演出來的、但在與小舞的料理對決中則是真正由她自己來做料理。由於他們的攝影棚開放大家參觀、所以小舞也去參觀兩次（第一次是美佳要小舞去偵查敵情、第二次是走錯攝影棚）。
痛快大江戶奉行
由海山田龜次郎扮演江戶町奉行、會露出背後的烏龜刺青並且說出「將漫延在江戶的惡芽、加以摘除送到地獄去吧」的台詞的時代劇舞台。由三星事務所的藝人們扮演小孩子的角色。雖然被海山田那邊的人所反對、劇中歌「ハッピーレシピ」也在這部戲的開場戲戲中加以發表。另外也有西部劇版的「痛快大江戶大西部」。
食材獵人荳荳
由荳荳主持、負責尋找新鮮食材的節目單元。由於可以只憑味道就能判斷食材的新鮮度、產地、生產者、生產季節等細節。因搏得好評而製作成兩小時特別版、這時也會由小舞擔任來賓、荳荳之父（声：岩崎征實）和村人們也會前來加油。最後則是會說出「荳荳的鼻子、是不會搞錯的！」的台詞、並且擺出將手指往前指出的姿勢。同樣的姿勢也在「料理好拍檔」中，由雪克隊長加以模仿。
宇宙英雄 仙女座
由安野新轉換劇團後、所主演的節目。描述為了守護美麗的地球與同伴、從2百50万光年的仙女座來到地球與叫作銀河惡魔的邪惡組織對戰的英雄的故事。雖然安野參加節目的選秀、但卻煩惱如何演出這位英雄角色、不過在小舞的建議下，讓他抓到要領而成功演出並且獲得這位角色。
偶像一番星
一流偶像雜誌的名稱。2010年度小舞、美佳、荳荳在接受封面人物的試鏡選秀時，但由於同天知道荳荳的牛‧花花在東京迷路、為此擔心的小舞等人只好在選秀前出去找她而因此無法達成成為封面人物的目標。
2011年度由於編輯為了採訪四葉製作公司的童星們而來到事務所、並且要製作一分由小舞與小雛在一起擔任封面人物的小舞特集篇。前來取材的攝影師則長的像是渡部陽一。

## 工作人員
- 導演：わたなべひろし
- 系列構成：平見瞠
- 角色設定：中嶋敦子
- 色彩設計：松本真司
- 美術監督：高橋麻穗
- 攝影監督：川口正幸→森下成一
- 錄音監督：三矢雄二
- 音響監督：濱野一三
- 音響制作協助：神南スタジオ
- 演出協助：ネルケプランニング
- 音樂制作：キングレコード、ベリーグー
- 音樂：長谷川智樹、橋本由香利、川田瑠夏、宮崎誠
- 音樂製作人：齊藤一美
- 音樂導演：福井健吾
- 真人部分構成：青島利幸
- 料理監修：市瀨悦子
- CG製作：Sewedi.sp
- 舞蹈：MIKIKO
- 動畫部分製作人：中澤俊哉、三宅将典
- 助理製作人：寺田省太郎、佐佐木礼子
- 動畫製作：NAS、NHK教育
- 動畫製作協力：STUDIO DEEN、飯嶋浩次
- 製作：NHK

## 片頭曲
「キッチンはマイステージ」（2009年度）
歌 - 福原遙 / 作詞 - 川田瑠夏、TOMBOW / 作曲 - 川田瑠夏 / 編曲 - 橋本由香利
在台灣則是改編成國語版作為片頭曲，由草莓姊姊演唱
「ミラクル☆メロディハーモニー」（2010年度）
歌 - 福原遙 / 作詞・作曲・編曲 - 川田瑠夏
「ワクワクキッチンカーニバル」（2011年度）
歌 - 福原遙 / 作詞・作曲・編曲 - 川田瑠夏
「ハッピー!クッキンタイム♪」（2012年度）
歌 - 福原遙 / 作詞- 川田瑠夏/ 作曲・編曲 -宮崎誠

## 其他
- 在台灣的東森幼幼台以『料理偶像』之名播放。同時也增加真人料理的部分而以『料理甜甜圏』之名由大小姐與香蕉哥哥一起演出。
- 2011年8月16日為主角柊舞配音的福原遙也參與在台北舉辦的『漫画博覽會』。[2]

## 備註
1. ↑  自己在部落格中發表從節目裡畢業的記事。テル官方部落格『デニ色アプローチ』 （页面存档备份，存于）2010年2月21日
2. ↑  http://www.gamebase.com.tw/news/gb_news.html?sno=93535653%5B%5D 『【2011漫博會】《料理偶像》世界第一萌的小廚師福原遙 來台見面會萌力四射』

## 外部連結
- NHK兒童世界 （页面存档备份，存于）
  - 節目介紹
- クッキンアイドル　アイ！マイ！まいん！ - NHK放送史（日本放送协会）（日語）

- STUDIO DEEN「料理偶像!」官網
- 小学生來挑戰作料理 『料理偶像!』錄音報導!!/アニカンSTAFF （页面存档备份，存于）
- 3月30日開始播放『料理偶像!』主角為小4的福原遥!/プレセペ
- 料理偶像! DVD官網/スーパービジョン
- 料理偶像! DVD官網/日本古倫美亞 （页面存档备份，存于）
- 料理偶像遊戲版! ゲームでひらめき! キラメキ! クッキング/科樂美官網 （页面存档备份，存于）